# Ook!
Ook!（ウーク）は、プログラミング言語の一つ。David Morgan-Marがオランウータン向けのプログラミング言語として考案した。実用言語ではない難解プログラミング言語のひとつ。
オランウータンの鳴き声"Ook"のみを用いた言語である。使用するトークンは「Ook.」「Ook!」「Ook?」の3つだけで、これら2つの組み合わせで1命令を表現する。
Ook!の仕様はBrainfuckと等価である。Ook!で使用する命令はBrainfuckの命令と正確に対応するので、Ook!は実のところBrainfuckの文字の置き換えに過ぎない。

## 言語仕様
十分な長さのメモリと、それを指す1つのポインタがあることなどはBrainfuckと同じである。Ook!命令とBrainfuck命令の対応は以下の通り。
| Ook!      | Brainfuck | 内容                                                       |
| --------- | --------- | ---------------------------------------------------------- |
| Ook. Ook? | >         | ポインタをインクリメント                                   |
| Ook? Ook. | <         | ポインタをデクリメント                                     |
| Ook. Ook. | +         | ポインタの指す値をインクリメント                           |
| Ook! Ook! | -         | ポインタの指す値をデクリメント                             |
| Ook. Ook! | ,         | 入力から1バイトをポインタの指す値に代入                    |
| Ook! Ook. | .         | ポインタの指す値をASCII文字として出力                      |
| Ook! Ook? | [         | ポインタの指す値が0なら、対応する「Ook? Ook!」にジャンプ   |
| Ook? Ook! | ]         | ポインタの指す値が非0なら、対応する「Ook! Ook?」にジャンプ |

「Ook? Ook?」の動作は定義されていない。プログラムのトークン数が奇数の場合は構文エラーとなる。

## 処理系
- RubyOok[1]

## リンク
- DM's Esoteric Programming Languages - Ook! - Ook!の仕様